# Kate Thornton
Kate Thornton, (7 februari 1973) is een Britse presentator en journalist.
Ze werd bekend door het Britse programma The X Factor en presenteert nu Loose Woman.